# Víctor Meliveo
Víctor Meliveo (Málaga, Andalucía, 1980) es artista español multidisciplinar: fotógrafo, videoartista, realizador, montador e investigador. Tras un accidente siendo joven sufrió la pérdida de gran parte de la visión. A lo largo de su carrera profesional ha obtenido varios premios como fotógrafo, director de escena  y video-artista, destacando el Primer Premio y Premio del Público en el Festival de Málaga (2006).

## Reseña biográfica
Atraído por el teatro y el circo estudió Arte Dramático en Málaga, licenciándose en Dirección de Escena y Dramaturgia (ESAD 1999-2003) y comenzó a actuar y a dirigir espectáculos del teatro de calle y malabares con el grupo de teatro Supersonic que tuvo en su momento premios y bastante reconocimiento.
A los 23 años sufrió un accidente, cuando hacía malabares, que le afectó a los dos ojos.  Tras siete operaciones logró conservar la vista suficiente para seguir trabajando con su mirada. Perdió el 90% de la visión de un ojo y el 60% del otro, y hubo de replantearse su vida. Ya no podía dirigir pero sí editar, por lo que su vida profesional dio un vuelco,  y redirigió su profesión hacia la producción y edición audiovisual.

## Carrera profesional
Se formó en fotografía, arte, audiovisuales y artes escénicas con figuras internacionales como Cynthia Connolly, Leo Bassi, Miguel Oriola, Francesco Jodice, Anki Toner, Roberta Carreri (Odin Teatre), Denis Darzacq, Fernando Franco, Sofía Moro, Miguel Romero Esteo y Patrice Pavis.
Tras participar como editor en la película  El camino de los ingleses (2006) de Antonio Banderas, estudió un Máster en montaje y postproducción (Final Cut Studio. CICE Madrid. 2008) e  Iluminación profesional (EFTI Madrid, 2008).
Está especializado en el videoarte y la videoproducción que consiste en crear piezas artísticas en el formato vídeo. Su primera exposición gráfica la hizo en 2005 en Málaga, y a partir de ahí empieza a exponer en diversos lugares de España y del extranjero: Japón, Estados Unidos, Francia, Londres,  Irlanda, Berlin, Shanghái...
En 2008 presentó la  serie Dermocartografías en el Matadero de Madrid, con imágenes escaneadas de cuerpos y rostros de algunos compañeros de generación. La arriesgada utilización del escáner, que deforma las imágenes dándoles una sensación de irrealidad, acerca su trabajo a la filmografía de David Lynch. La propuesta  volvió a la sala Cambio de Sentido de la Fundación ONCE en 2012, junto con obras de Eugenio Ampudia, siendo comisariada por Julio César Abad. En 2011 colaboró como montador en el largometraje documental Acción (ZDF Kultur TV y  RTVE), para el trigésimo aniversario de la Fura dels Baus logrando la unión entre mundo audiovisual y teatral.
Mediante el proyecto Asia full of Contrasts recorrió cinco países del Sudeste asiático, reflexionando sobre la diversidad cultural y la conciencia global.
En la Bienal de Arte Contemporáneo de la Fundación ONCE (2014) presentó el vídeo Sufrían por la luz, basado en un poema surrealista de Vicente Aleixandre, con el que obtuvo el primer premio y el premio del público en el Festival de Cine de Málaga en 2006.
En 2015 trabajó de nuevo con Antonio Banderas. Esta vez en el comienzo de la carrera en moda y diseño del polifacético actor malagueño, aportando su trabajo de fotografía publicitaria y moda.
En 2016 volvió a la Bienal de la ONCE con el proyecto Scan and Tech, en el que fusionaba  el videoarte y la instalación audiovisual con la fotografía experimental, presentando el conceptoNeues Sehen (nueva visión), acuñado por Moholy-Nagy y en el que se trataba la autonomía de la producción fotográfica como elemento artístico:  una suerte de reflexión sobre la relación entre tecnología y discapacidad, mediante retratos obtenidos con escáner.  Los retratos, fueron realizados a diversos amigos y profesionales:   músicos, fotógrafos, artistas…, y los  medios técnicos con los que trabajaban, combinando lo táctil con lo visual. Mediante el escáner tocaba la imagen, como si se tratara del braille. Por ello ha creado una nueva técnica, la escanografía:  la imagen sale deformada al mover el objeto o el propio escáner.
“El resultado de la escanografía se aleja de la realidad. Conceptualmente son imágenes que están cercanas al cubismo y con tintes expresionistas”.
La primera vez que utilizó el escáner como tecnología artística fue con José Luis Aguilera “Bongore” en el Matadero de Madrid (2008).
Considera que existe una  reflexión respecto al proceso creativo y el uso de la técnica en la discapacidad. Esta reflexión le permite una constante innovación y búsqueda de los elementos técnicos que le permitan expresar lo que quiere.
Financia su faceta artística con su trabajo técnico. Y considera que el trabajo, la constancia, es el 99% de la obra artística. Es profesor en los Grados Superiores de Realización y Sonido, y en Iluminación, impartiendo las materias de  Regiduría, Expresión Sonora, Televisión, Luminotecnica, Fotografía Digital, Edición y Proyectos.

## Filmografía destacada como director y realizador
- Travel Reflexions (and Maybe Mirrors) (2016)[13]
- Scan and Tech, Video Instalación (2016)[14]
- Mad World, Videoclip grupo Malaka Youth (2015)[5]
- Concha Buika  World Tour, videoclip y videos promocionales (2013).
- Asia Full of Contrasts, documental (2013)[13]
- Neukölln Berlin Wake Up Dance, videodanza (2012)[8]
- Dermocartografías, videocreación ( 2009),
- La violación, corto (2007),
- Sufrían por la luz, corto (2006),
- BITss, corto (2005),
- Vrutal Communication, videocreación (2004)
- Manhattan Photo,  videocreación (corto, 2003)
- "Acción. 30 años de la Fura del Baus" (2011)

## Distinciones
- Festival de Cine de Málaga 2006- Sufrían por la luz : Premio a la mejor producción experimental y Premio del público.
- Premios Emmy 2015, Nominación - “Take Back The Mic”. USA/Spain. Edición, Posproducción and Diseño de Sonido.[15]
- 2001 1º premio. Arte y Creación Joven del Instituto Andaluz de la Juventud.[1]

## Video Exposiciones y/o Festivales
- 2018 Museo Picasso 15 Aniversario VR Tech
- 2016 “Scan and Tech”. VI BIENIAL de Arte Contemporáneo Fundación ONCE[16]
- 2014 “Sufrían por la Luz”. V Bienal Arte Contemporáneo Fundación ONCE.[17]
- 2012 “Neukölln Berlin Wake Up Dance”. VideoArt Germany/Spain. San Francisco, Atlanta, Marsella, Madrid...[18]
- 2008 “Picasso Vive aquí”. Patronato de Turismo. Exposición itinerante en Berlín, Tokio, Bruselas, Shanghái, Seúl, Londres, Roma, Ámsterdam, Madrid, Dublín
- 2008 “Bitss”. Bienal Europea de Jóvenes Creadores. Bari, Italia.[19]